# Argés
Argés település Spanyolországban, Toledo tartományban. Argés Toledo, Albarreal de Tajo, Cobisa, Layos, Casasbuenas, Guadamur és Polán községekkel határos. Lakosainak száma 7014 fő (2024).

## Népesség
A település lakosságának változását az alábbi diagram mutatja:
| Lakosok száma | 2569 | 3351 | 4668 | 5446 | 5712 | 5900 | 6163 | 6418 | 6829 | 7014 |
|               | 2001 | 2004 | 2007 | 2009 | 2012 | 2014 | 2017 | 2019 | 2022 | 2024 |